# 伝統的占星術
伝統的占星術（でんとうてきせんせいじゅつ）は、19世紀半ば以前まで主に行われていた西洋占星術である。そのため、とても範囲が広く、ギリシャやローマ時代に行われていたヘレニズム占星術、アラビア、中世ヨーロッパ、ルネッサンス期の西洋占星術が含まれる。英語ではClassical Astrology（古典占星術）と呼ばれることもあるが、Traditional Astrology（伝統的占星術）が一般的な呼称である。伝統や古典と呼ばれるものの、古典のみに制限するものではなく、現代に合わせた解釈を行っている。例えば、仕事の質問は古代では先祖代々受け継いだ仕事がうまくいくかという種類が多いが、現代では適職や転職の質問に対応し進化している。
伝統的占星術は1800年代にはほぼ消滅し、20世紀になると現代占星術（Modern Astrology）が大勢となった。今日ではその見直しが進み、伝統的占星術の人気が高まっているが、多くの場合、各占星術師がさまざまな歴史的手法を組み合わせている。これは伝統的占星術のカバーする時代が長く、占星術師が準拠している時代が異なるからである。
20世紀初頭には神智学者たちを中心に西洋占星術を復活させることを望んだが、彼らは伝統的占星術では一見すると「運命はある程度決まっている」とも捉えられる考えに否定的であった。「占いが当たる」ということは、裏返せば「決まった運命」があるということに他ならないからである。そのためアラン・レオなどに代表される現代占星術の先駆者たちは、伝統的占星術の技術の多くを無視することによって、西洋占星術を合理化を行った。その代わりに、心理学や人間の潜在的意識などを通して、惑星、サイン（黄道十二星座）、アスペクト、ハウスを解釈を行った。そして西洋占星術は現代占星術として生まれ変わり1970年代に強力に復活をすることになる。
しかし1990年代に入ると、一部の占星術師は、現代占星術が西洋占星術の歴史的基盤を無視していること、構造の明らかな欠如、および性格分析に極度に偏重していることに不満を抱くようになった。また一部には古い占星術のテキストを英語に翻訳することによって、現代占星術の解釈のあいまいさを修正することを望んだ。特に性格分析がほとんど入り込む余地のないホラリー占星術は、新しく支持を得ることになった。
今日でも、伝統的占星術師と現代占星術師は、どちらの技法が最適かについて大きな議論を繰り広げている。しかし、今日の多くの伝統的占星術師は、現代占星術の手法（外惑星など）も使用し、人間の性格についても解釈している。逆に現代占星術師の中には、伝統的占星術やインド占星術の手法を援用している人達もいる。